# La Venta

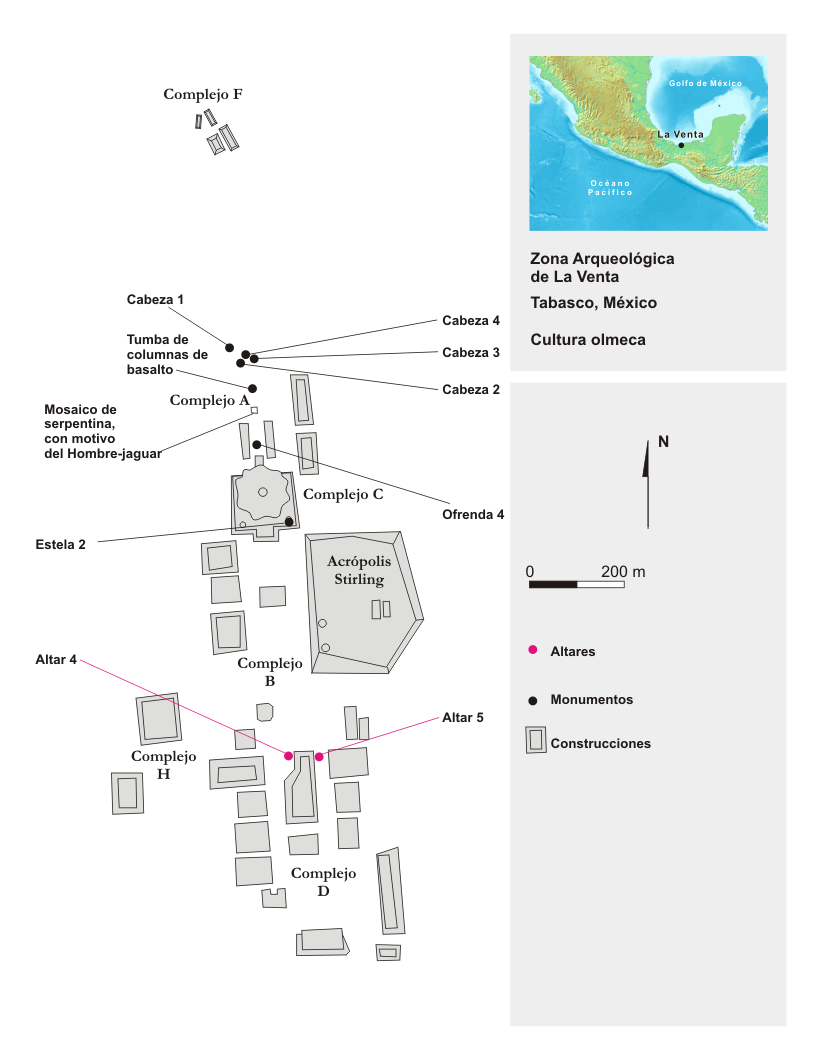
Plano de la zona arqueológica de La Venta.

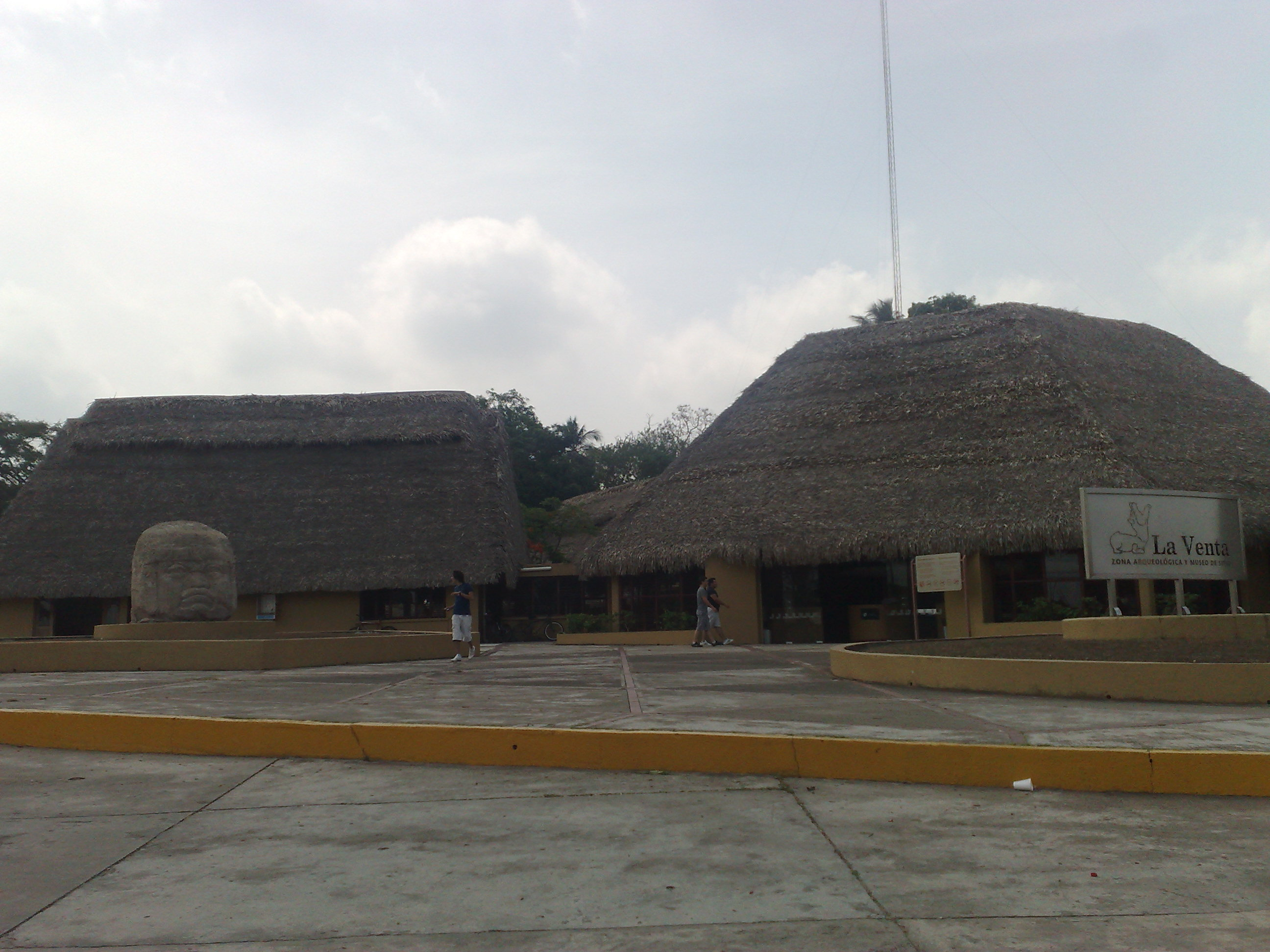
Entrada a la zona arqueológica de La Venta, Tabasco.

La Venta es una zona arqueológica ubicada en el extremo noroeste del estado mexicano de Tabasco en el municipio de Huimanguillo, a unos escasos quince kilómetros de la costa del golfo de México. La Venta fue el centro ceremonial y poblacional más importante y principal sitio arqueológico de la cultura olmeca; tuvo su época de apogeo entre 900 a. C. y 400 a. C. Se levanta sobre una isla en medio de la región pantanosa que forma el río Tonalá, que marca la frontera entre Tabasco y Veracruz.
La superficie de la isla es de apenas unos 5,2 km², sin embargo la extensión total de esta antigua ciudad olmeca se calcula en 200 hectáreas. En el centro de la isla los edificios forman una plaza en forma de rectángulo irregular, con una pirámide principal localizada en el centro, y montículos y monumentos en el norte y en el sur.
La Venta se distingue porque se trata de la primera ciudad prehispánica que contó con un trazo arquitectónico planificado en el México antiguo y toda la América media. Su arquitectura monumental de tierra, su gran acervo escultórico y sus ofrendas de jade, al igual que sus ofrendas masivas, únicas en el mundo prehispánico, hacen que sea un lugar único en la historia cultural del hombre americano. Además, en esta ciudad prehispánica se encuentra la pirámide más antigua de Mesoamérica, un impresionante montículo de arcilla que tiene un diámetro medio de 128 m y una altura de 31,4 m.
En los alrededores de La Venta se han encontrado vestigios culturales que datan de 1200 antes de Cristo, aunque la ocupación principal se concentra entre el 1200 a. C. y el 400 a. C.

## Toponimia
En la actualidad se desconoce el nombre que tenía esta antigua ciudad olmeca. El nombre de La Venta se debe a que a finales del siglo XIX se fundó junto a la ciudad prehispánica, una población que se dedicaba a la venta de maderas, por lo que los vecinos le llamaban simplemente La Venta, nombre que se adoptó para el sitio arqueológico.

## El entorno
La ciudad olmeca de La Venta, se localiza a 15 km hacia el sur de la línea costera del Golfo de México, construida en una planicie de 5,2 km², con una elevación natural de 20 m y rodeada de tierras bajas inundables, y una compleja red de arroyos, ríos, lagunas de agua dulce y lagunas costeras.
El Río Tonalá que desemboca en el Golfo de México, pasa hoy en día a 4 km de este centro ceremonial, pero es muy probable que hace 1 000 años estuviera más cerca de La Venta. Al norte de la zona arqueológica de La Venta, fluye el río Chicozapote, el Palma al noroeste y el Blasillo que la circunda por el sur; estos ríos desembocan en el Tonalá, siendo evidencia de sus cambios constates sus antiguos cauces abandonados.
A lo largo de las riberas de los ríos y arroyos se han localizado pequeños asentamientos que datan del primer milenio a. C. Sobre el antiguo cauce del río Palma se localizaron pequeños asentamientos de antiguas casas olmecas que datan desde el 1750 a. C. donde gracias a excavaciones arqueológicas se encontraron restos de maíz, frijol, calabaza, esqueletos de venados, perros, cocodrilos, y diversas variedades de peces, tortugas y moluscos.
Otros estudios han encontrado restos de maíz y yuca fechados hacia el 5000 a. C. mientras que el algodón y semillas de girasol datan del 2 500 a. C.
El medio ambiente fue clave para la vida olmeca, ya que fue propicio para la agricultura y sumamente rico en flora y fauna terrestre y acuática aprovechable por el hombre. La riqueza y variedad de los ecosistemas acuáticos jugaron un papel importante en la base alimenticia de los antiguos olmecas, fortaleciendo su larga vocación agrícola. Las inundaciones periódicas enriquecían los suelos, de por sí fértiles, permitiendo que se lograran hasta tres cosechas por año.

## Descubrimiento y exploraciones
El sitio arqueológico de La Venta fue descubierto por los arqueólogos Frans Blom y Oliver La Farge en 1925, quienes realizaron una expedición y exploración en la zona con el apoyo de la Universidad de Tulane, haciendo las primeras descripciones detalladas de esta ciudad prehispánica. Los dos arqueólogos elaboraron lo que ellos mismos llamaron un "burdo plano de la parte central del sitio arqueológico", dibujando en el mismo las estructuras que localizaron, lo que fue de gran ayuda para exploraciones posteriores.

### Exploraciones de Matthew Stirling
Sin embargo las primeras excavaciones fueron realizadas por Matthew Stirling entre 1940 y 1943, quien, cautivado por el descubrimiento de la primera cabeza colosal, llamada Monumento 1, en 1926, organizó una expedición junto con Philip Drucker durante 10 días llegando a La Venta en 1940, descubriendo nueve esculturas más. Posteriormente Stirling regresó en 1943 realizando nuevos descubrimientos de estructuras y monumentos en la zona. Durante las excavaciones realizadas entre 1940 y 1941 es cuando se realizan los descubrimientos de los principales monumentos de La Venta, tales como las 4 cabezas colosales, los altares, las tumbas, el mosaico del dios jaguar, y muchos más. En total Stirling reportó el descubrimiento de 32 esculturas.
En los años años 60 Stirling realizó subsecuentes visitas a La Venta, en la que continuó descubriendo más plataformas y diversas esculturas.
Stirling se acredita con identificar la cultura olmeca; aunque varios monumentos y lugares olmecas ya se habían descubierto, es el trabajo de Stirling el que pone la cultura olmeca en contexto.

### Exploraciones de Robert Heizer
El arqueólogo estadounidense Robert Heizer exploró La Venta junto con Philip Drucker, Robert J. Squier y Eduardo Contreras en 1955 realizado importantes descubrimientos en la zona. Una de las aportaciones más importantes de Heizer y su grupo fue reportar el peso y dimensiones de las principales esculturas descubiertas hasta esa fecha, como las cabezas colosales, los altares y las estelas. En esa ocasión Heizer detectó la construcción de una pista aérea que atravesaba la zona de estructuras del sitio arqueológico, con lo que se alteraron parte de los vestigios arqueológicos del sitio.
Con el apoyo de la Universidad de California en Berkeley, Heizer regresó a La Venta entre 1967 y 1969 con sus colaboradores, realizando diversos trabajos arqueológicos. En ese tiempo la zona arqueológica estaba parcialmente invadida por la mancha urbana de Villa La Venta y muchos de los monumentos descubiertos ya habían sido trasladados al Parque Museo La Venta en Villahermosa por el poeta Carlos Pellicer Cámara para salvarlos de la destrucción y el saqueo.
Dentro de las aportaciones de estos trabajos se contó con un levantamiento topográfico detallado de la pirámide del Complejo C y parte del Complejo B, la planta arquitectónica del Complejo A, de la Acrópolis de Stirling y de los edificios colindantes al sur de esta. En 1968 Heizer levantó el "Trazo arquitectónico de La Venta", donde se localizó la ubicación de 46 esculturas descubiertas, incluyendo algunas descubiertas en diversas exploraciones anteriores y algunas ubicaciones de las esculturas que habían sido trasladadas a Villahermosa, ya que de otras se desconocía el sitio exacto donde fueron encontradas.

### Exploraciones de Rebecca González Lauck
Durante el año 1980 la arqueóloga Rebecca González Lauck dirigió un equipo de arqueólogos del Instituto Nacional de Antropología e Historia (INAH) que llevó a cabo excavaciones importantes en la zona. Entre 1984 y 1985 se llevaron a cabo levantamientos topográficos complementarios que ampliaron considerablemente el conocimiento de los vestigios arqueológicos. Gracias a estos estudios se descubrió la existencia de zonas habitacionales dentro de la ciudad prehispánica, que hasta antes se pensaba que solo había sido un centro ceremonial.

## Características
La civilización olmeca fue de las más prominentes en Mesoamérica desde 1500 a. C. a 100 a. C. La zona olmeca tiene una extensión de cerca de 200 por 80 km en la cuenca del río Coatzacoalcos. Esta zona incluye a San Lorenzo Tenochtitlan, Laguna de los Cerros y Tres Zapotes. La Venta es el sitio más importante de la cultura olmeca ya que hace unos 3000 años fue el centro cívico-religioso más importante de esta cultura.
Se encuentra localizado en un pantano costero que pasaba por el alto del entonces activo río Palma. La ciudad de la Venta controló posiblemente una región entre los ríos Coatzacoalcos y Mexcalapa. La parte principal del sitio es un complejo de construcciones en arcilla en dirección norte-sur, aunque el sitio 8 se encuentra al oeste.
La estructura más importante de La Venta es una pirámide construida con barro acumulado. Su planta es irregularmente circular, tiene un diámetro medio de 128 m y una altura de 31,4 m. La cantidad de barro que se empleó en su construcción es calculada en 100 000 m³. La superficie exterior tiene diez entrantes y diez salientes que le confieren a la estructura la forma de un molde redondeado.

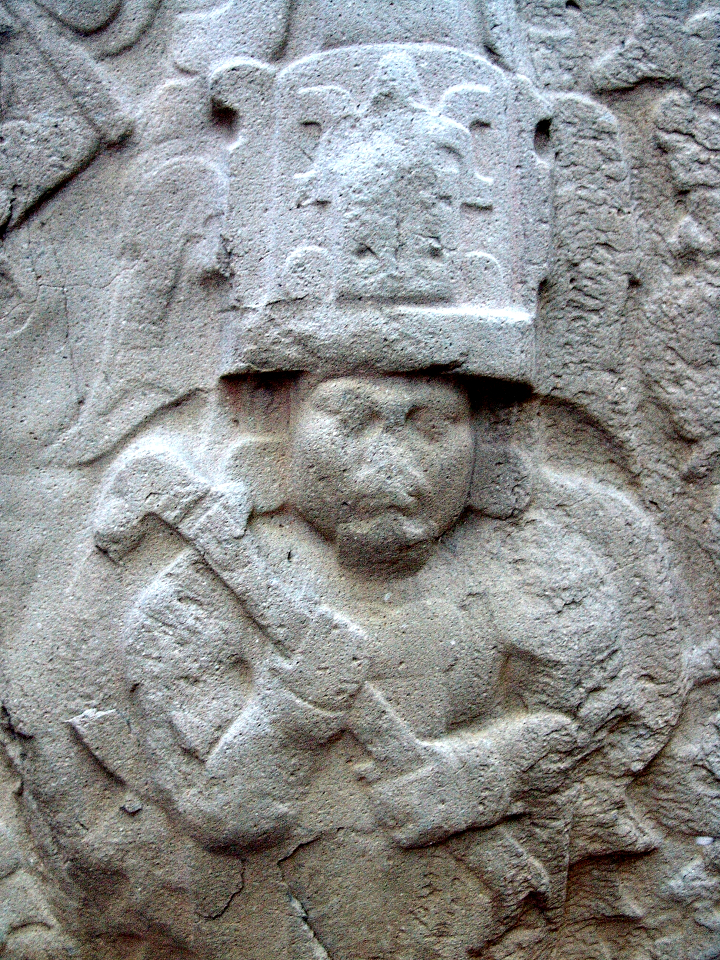
Rey o jefe de La Venta.

Al sur del patio ceremonial fueron construidas una pequeña plataforma rodeada de columnas de basalto y un muro de ladrillos rojos y amarillos unidos con barro rojo, que delimitaba el patio. Las excavaciones muestran que, por lo menos, el edificio conocido como Pirámide principal era escalonado, lo que prefigura la futura forma tradicional de las estructuras que soportaban los templos en todas las grandes ciudades de Mesoamérica.
Semejante a las últimas ciudades construidas por los mayas o aztecas, todas las construcciones de La Venta fueron edificadas con tierra o arcilla, debido a la inexistencia en la región de abundante piedra. Las piedras grandes de basalto fueron traídas de las montañas de Los Tuxtlas, pero fueron utilizadas exclusivamente para esculturas monumentales, como las cabezas colosales, "altares" y estelas.
La Arquitectura de tierra de La Venta es otra de sus características distintivas. Los edificios de La Venta eran construcciones de barro que parecen haber sido protegidas en su época por un recubrimiento de piedras pulidas y tierras compactadas y coloreadas. Apenas en 1985 fue posible identificar unidades habitacionales (casas) dentro del trazo urbano de esta antigua ciudad olmeca, las cuales se encontraban ubicadas mayormente en el sector norte de la ciudad, lo que indica una población residente permanente.
El extremo meridional del sitio lo ocupa una refinería de petróleo y se ha destruido gran parte del asentamiento, haciendo las excavaciones difíciles o imposibles. Muchos de los monumentos del lugar se encuentran en el Parque-Museo La Venta y en el Museo de Antropología Carlos Pellicer Cámara de la ciudad de Villahermosa, Tabasco.

## Historia
Las olmecas desarrollaron la primera civilización del México antiguo, que se asentó en el actual estado de Tabasco y el sur de Veracruz. En La Venta construyeron un gran centro urbano en la cima de un promontorio natural que destaca en medio de un islote en la llanura inundable de Tabasco.
La ocupación de La Venta comenzó en el año 1750 a. C. y su florecimiento se sitúa del 1200 a. C. al 400 a. C. que es cuando alcanza su desarrollo principal como urbe y centro ceremonial. En su apogeo La Venta fue un centro ceremonial que contuvo una serie de ofrendas enterradas, tumbas así como esculturas monumentales similares a las encontradas en San Lorenzo Tenochtitlan. Se calcula que el sitio tuvo una población de por lo menos 18,000 personas en la época de mayor auge. Entre los años 600 a. C. al 400 a. C., la arquitectura de La Venta era imponente y reflejaba el poder concentrado en esta localidad.
Los olmecas tenían una organización política centralizada y una estructura social estratificada, y desde La Venta ejercieron el poder religioso, económico y político. La economía se fundaba en los tributos y en el monopolio del comercio, especialmente en la exportación de objetos suntuarios y la compra de materia prima como jadeíta, piedra serpentina, plumas, pieles, basalto, y tal vez cacao.

### Estructura social
Aunque es muy poco lo que se sabe de la estructura de la sociedad de La Venta, se define, a partir del tamaño y la diversidad de la ciudad, que la sociedad local consistió en una clase de élite, una clase de artesanos y un nutrido grupo de trabajadores y agricultores que mantenían a las demás clases.
Se calcula que en La Venta existió una población de al menos de 18 000 personas en su fase principal de ocupación.

### El cacao y el chocolate
La evidencia más temprana de la domesticación de la planta de cacao data de la cultura Olmeca desde el período Preclásico. De hecho, los olmecas de La Venta fueron los primeros humanos en saborear, en forma de bebida, las habas de cacao molidas, las cuales mezclaban con agua y les añadían diversas especias, hierbas y guindillas, y también fueron quienes comenzaron a cultivar el cacao en México. Los olmecas lo usaban para rituales religiosos o como bebida medicinal, sin recetas para uso personal, aunque queda poca evidencia de cómo se procesaba la bebida.

### El uso del chapopote
Los olmecas de La Venta fueron los primeros mesoamericanos en recoger y procesar el petróleo que brotaba de los yacimientos naturales (comúnmente llamado chapopote, asfalto o betún) localizados en las cercanías de esta ciudad. El chapopote era recogido directamente de las chapopoteras, de la superficie del agua de ríos y estanques, o bien como nódulos o grumos arrastrados por el mar hasta las playas.
Entre los olmecas, el chapopote era usado para la ornamentación, como pegamento, para sellar acueductos de basalto y  embarcaciones, como decoración de figurillas y en mangos de cuchillos; y como material de construcción, pues se utilizaba como recubrimiento de pisos, y tal vez de muros y techos, y en otros usos aún desconocidos.

### Abandono
La ciudad prehispánica de La Venta parece haber sido abandonada hacia el año 400 a. C. Según los arqueólogos este repentino abandono pudo deberse a factores ambientales como el cambio de curso de los cauces de los ríos, lo que ocasionó el colapso primero en San Lorenzo y después en La Venta y llevó a movimientos masivos de personas hacia otras regiones como El Petén o la costa del Pacífico.
Los arqueólogos piensan que el abandono de La Venta fue el inicio del final de la cultura olmeca, aunque se habla de la aparición, muchos siglos después, de un estilo "Epi olmeca" centrado en Tres Zapotes y otros sitios contemporáneos. La migración y posterior mezcla de la civilización olmeca con otros grupos produjo un proceso de transformación y adelanto como la escritura y el calendario que dio origen a la cultura maya y a otras culturas de Mesoamérica.
De hecho, se cree que los descendientes de los olmecas que emigraron a la zona de El Petén guatemalteco, posteriormente se mezclaron con la gente del lugar originando a los "protomayas". Durante esta migración, varios de estos grupos se quedaron y se asentaron en la llanura costera de Tabasco, en la región que más tarde sería conocida como la "Chontalpa" en el delta del entonces río Mezcalapa (hoy río Seco) y que desembocaba al golfo de México por la barra de Dos Bocas, dando origen de esta forma a los Mayas de Tabasco.

## Acervo
En la zona arqueológica de La Venta se ha contabilizado el descubrimiento de 92 piezas entre cabezas colosales, altares, estelas y demás esculturas, incluyendo las 35 que fueron trasladadas entre 1958 y 1959 a la ciudad de Villahermosa.
En cuanto al número de monumentos encontrados, en su mayoría está compuesto por esculturas, aunque también se incluyen otros objetos pétreos como la tumba hecha con columnas de basalto, cuatro columnas de piedra sin labrar que se cree fueron utilizados como elementos arquitectónicos de otras construcciones, tres "cilindros", un tramo de canal de piedra para el manejo de agua, un pedazo de escalón, así como cinco fragmentos grandes amorfos de piedra probablemente para elaborar algunas esculturas. Aunado a esto, se han encontrado más de 3 mil objetos, entre figurillas, joyería, hachas y cinceles. Muchas de estas piezas se exhiben en el museo del sitio.

## Descripción del sitio
Aunque el área nuclear de la ciudad prehispánica de La Venta se construyó en un islote de 5,2 km², se calcula que la ciudad tuvo una extensión de 200 hectáreas.
En el sitio arqueológico se pueden apreciar 32 montículos, que en su tiempo formaron conjuntos arquitectónicos. La mayoría de los edificios fueron levantados siguiendo la orientación norte-sur y fueron construidos de materiales perecederos, como el bajareque y techos de palma sobre plataformas hechas de diferentes tipos de tierra, arcillas y arenas, y que tienen una altura de 3 a 4 m de alto y 100 m de largo.
La distribución de las estructuras prehispánicas de La Venta muestra que esta ciudad olmeca fue planificada, por el patrón tan regular que presenta su traza arquitectónica, igual que obedece a un patrón lineal que corre en un eje norte-sur, abarcando estructuras monumentales, altares y plazas. Por lo que se considera que La Venta, representa el primer trazo arquitectónico planificado de acuerdo a los estratos sociales y al movimiento diario de la ciudad en el México antiguo y toda la América media.
Se calcula, sobre la base de un acercamiento reconstructivo del trazo arquitectónico de la ciudad, que la hilera de edificios que se inicia en la Estructura D-7 ubicada en el sur de la ciudad, tendría una longitud de poco más de mil metros hacia el norte. Las dos plataformas del Complejo H, hoy aisladas y rodeadas por la zona urbana de la villa La Venta, son testimonio de la existencia de otras hileras de edificios hacia la parte poniente de la ciudad prehispánica.
En La Venta se ha definido la existencia de diez diferentes complejos arquitectónicos formados por 46 estructuras, los cuales fueron construidos por acumulación de tierra, arcilla y arena que formaron las plazas, plataformas y montículos. Las plazas son de forma alargada y frecuentemente paralelas, delimitadas en sus extremos por estructuras cuadrangulares. Actualmente, dentro de la delimitación de la zona arqueológica, existen cinco complejos que contienen 32 estructuras (Complejos A, B, C, D, y la Acrópolis Stirling), mientras que en las afueras se localizan otros cinco complejos arquitectónicos (Complejos E, F, G, H, e I).
| Imágenes de la zona arqueológica de La Venta |              |           |                             |                                       |                                   |               |
|                                              |              |           |                             |                                       |                                   |               |
| Monumentos 2 y 3 en el Complejo A.           | Monumento 4. | Estela 1. | Reproducción de la Estela 5 | Reproducción de Estela en Complejo C. | Reproducción del Monumento 25-26. | Monumento 13. |

### Complejo A

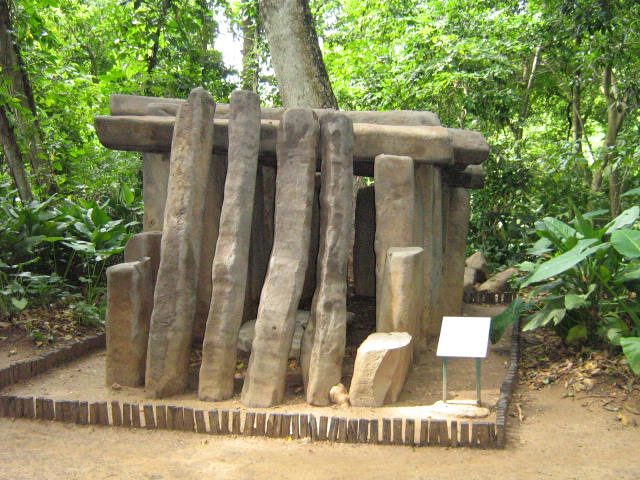
Tumba que contenía dos cuerpos humanos, encontrada en el edificio A2. Actualmente en el Parque Museo La Venta.

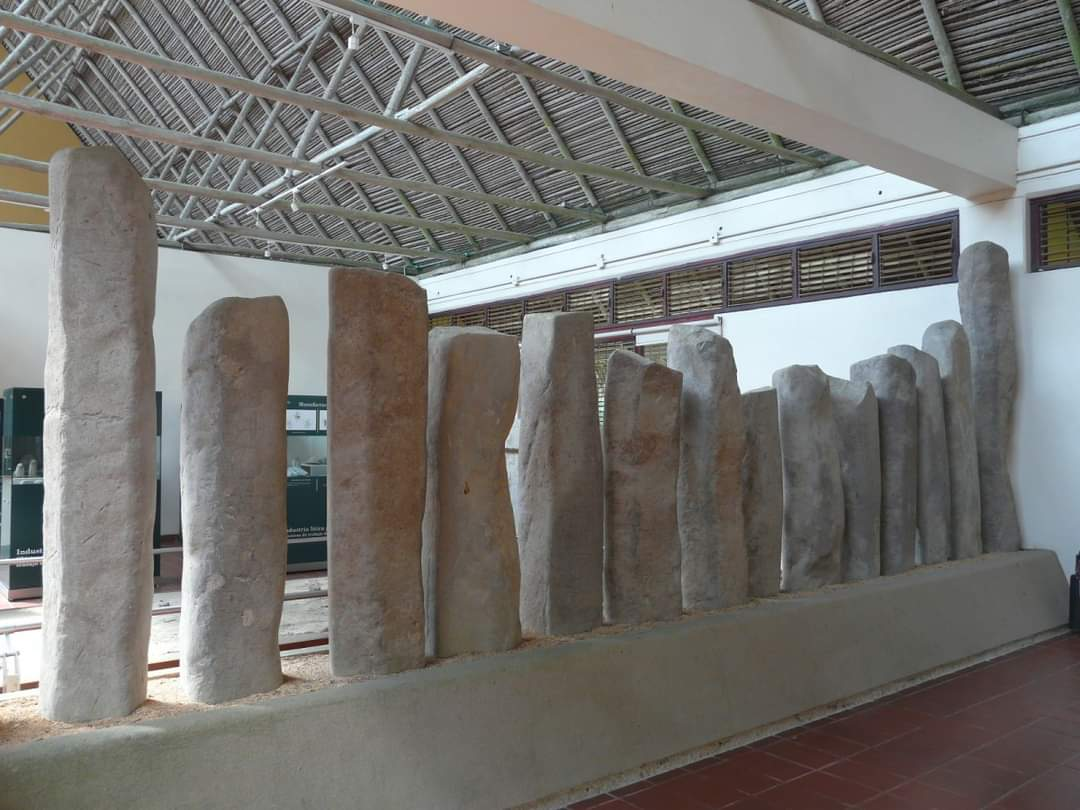
Columnas de basalto usadas para hacer una barda alrededor de la parte más sagrada del recinto.

Era el recinto ceremonial de la antigua ciudad. El Complejo A es el conjunto arqueológico más conocido y explorado de La Venta. Contaba con nueve plataformas construidas con tierra apisonada, orientadas al oeste, en las cuales se encontraron cinco tumbas masivas, únicas en el mundo prehispánico, consistentes en más de treinta ofrendas, con unos tres mil objetos entre figurillas antropomorfas y zoomorfas, joyería, cinceles y hachas, y quince esculturas de piedra. Este conjunto arquitectónico representa el ejemplo más elaborado de un recinto ceremonial de la civilización olmeca y refleja el alto grado de organización política, social, económica, ideológica y religiosa de sus habitantes.
En este conjunto se integraban plazas mediante la combinación simétrica de plataformas bajas y escaleras. El conjunto se encontraba amurallado con una barda formada por grandes columnas monolíticas de basalto empotradas verticalmente en el piso y muy próximas una de otra para crear una barda alrededor de la parte más sagrada del recinto. Esta barda remataba, en medio de las dos plazas, con unos recintos totalmente cerrados formados por esas mismas columnas basálticas.
Este conjunto abarcó aproximadamente dos hectáreas, el Complejo A se construyó a lo largo de cuatro siglos (1000-600 a. C.) Tenía dos plazas, un patio que estaba junto al Complejo C y tres plataformas. En total, en este complejo, se han descubierto 5 tumbas, por lo que se cree que era un complejo funerario dedicado a los espíritus de los gobernantes olmecas fallecidos.
El Patio Sur, que colindaba con el Complejo C, albergaba tres plataformas (A-3, A-4 y A-5); dos de estas eran de planta rectangular y estaban dispuestas paralelamente, y entre ambas, hacia el extremo norte y cerrando la plaza, se encontraba la tercera plataforma (A-3). Las plataformas A-4 y A-5 medían más de 85 m de largo, 16 m de ancho y más de 2 m de altura, mientras que el Edificio A-3 tenía 32 m en su eje norte-sur, 24 m en su eje este-oeste y una altura de más de 2 m.
Al norte del Conjunto A estaba el llamado Patio Norte, delimitado por una cerca de columnas de basalto que terminaban entre dos plataformas. Dentro de este patio se encontraban tres plataformas. La construcción tuvo cuatro etapas: la primera (1000-900 a. C.), la segunda (900-800 a. C.), la tercera (800-700 a. C.) y la cuarta etapa (700-600 a. C.)

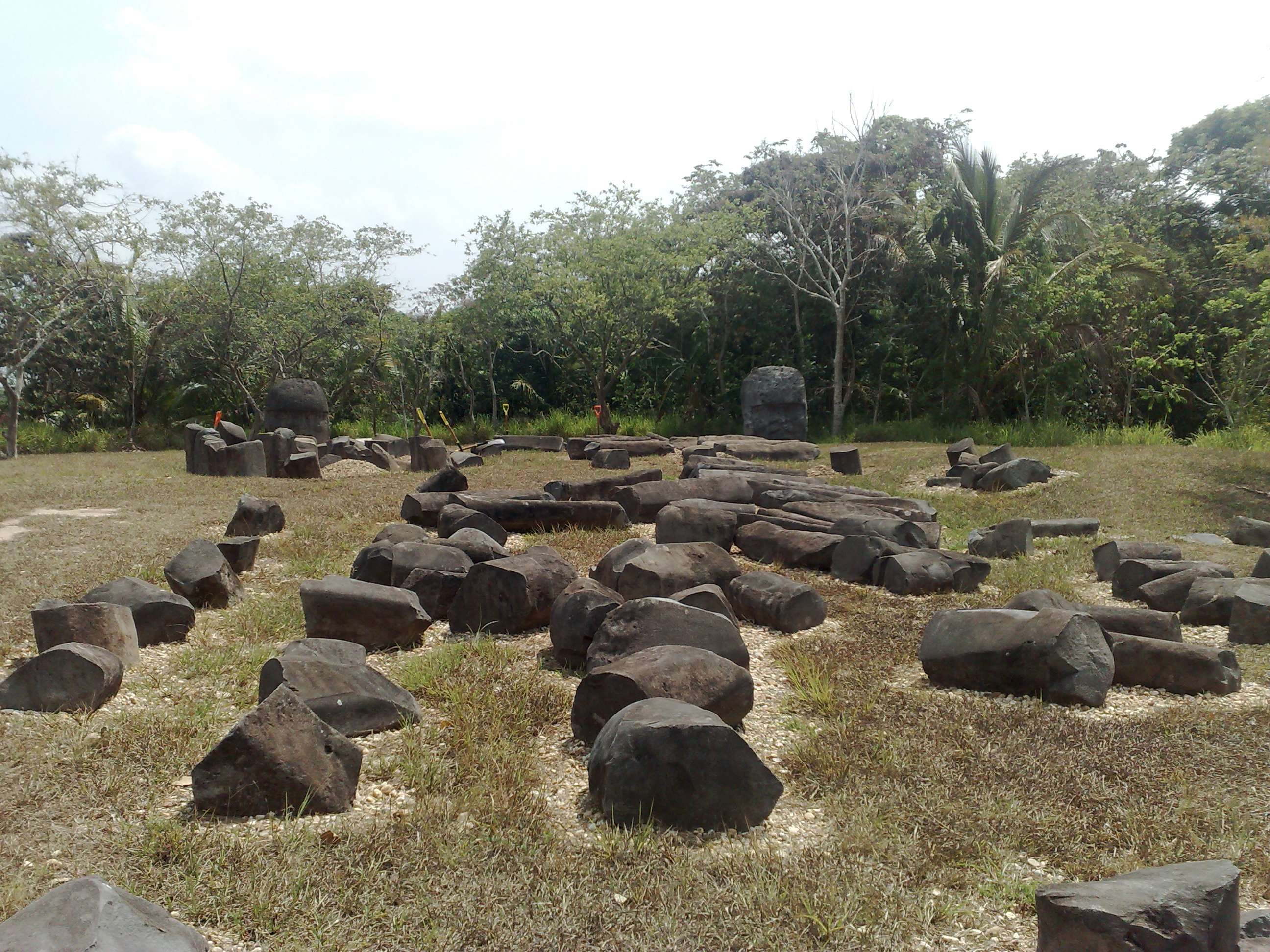
Restos de construcciones en el complejo "A".

Dentro del Edificio A-2 se encontró una tumba construida por medio de columnas de basalto, la cual contenía los restos óseos de dos individuos jóvenes cubiertos con cinabrio y ofrendas de objetos de jade.
A una profundidad de cuatro metros y debajo de dos montículos hechos de adobe, fueron descubiertas dos ofrendas masivas, compuesta de bloques de piedra serpentina dispuesta en un diseño abstracto. A 200 metros al norte de este conjunto arquitectónico se encontraron tres cabezas colosales alineadas en un eje Este-Oeste, con sus caras hacia el norte, señalando el acceso norte de esta ciudad.
También fueron descubiertos en el Complejo A tres mosaicos (o pisos) rectangulares que tienen una dimensión aproximada de 5 por 6 m, y cada uno estaba constituido de 485 bloques de serpentina. Estos se encontraron dispuestos horizontalmente formando lo que algunos arqueólogos creen que es una máscara del dios jaguar muy abstracto,  un tema común en el arte olmeca, aunque otros arqueólogos creen que se trata de una representación del dios Tlaloc.
En este complejo también fue descubierto el llamado Monumento 19. Esta escultura en relieve es el ejemplar más antiguo de la serpiente emplumada conocida en Mesoamérica.

#### Primera fase 1000-900 a.C.
En la primera fase se han encontrado pequeñas ofrendas y varias edificaciones. Es probable que en esta fase se enterrara la primera ofrenda masiva. Se niveló el terreno y se delimitó el patio con una barda de arcilla y se crearon cuatro montículos en el Patio Norte.

#### Segunda fase 900-800 a.C.
En esta fase se colocaron las columnas de basalto a manera de crear una barda más alta y fuerte alrededor de la parte sagrada, y se retiró la barda de arcilla, se agrandaron las edificaciones anteriores rellenándolas con capas de arcilla de diferentes colores y, relacionado con esto, se enterraron cinco ofrendas, se acabó una plataforma con algunas partes con serpentina, se construyeron subterráneamente dos ofrendas masivas excavadas a siete metros de profundidad y encima se construyó una plataforma de dos metros de altura ornada con 28 hileras de serpentina, trabajada esmeradamente, sobre la que se colocó un mosaico compuesto por quinientos bloques de serpentina que conforma un rostro con una hendidura.

#### Tercera fase 800-700 a.C.
Fueron ampliadas las plataformas y se encontraron doce ofrendas entre las cuales la ofrenda cuarta es la más famosa que consta de 16 figuras de jade y serpentina. Se construyeron otras dos ofrendas masivas aunque no se encontró una edificación que lo cubriera.

#### Cuarta fase 700-600 a.C.
En esa fase se construyeron otras dos plataformas. Se transportaron más columnas de basalto y se construyó una tumba, con columnas de basalto, que contenía dos envoltorios con restos humanos junto a objetos de jade cubierto con cinabrio.

### Complejo B
Es un espacio abierto, localizado al sur del Complejo C, con una extensión de más de cuatro hectáreas de casi 400 m de largo y 100 de ancho, el cual era utilizado para ceremonias públicas, a diferencia del Complejo A, el cual aparentemente era para la élite olmeca. Actualmente se exhiben réplicas de las esculturas monumentales que fueron encontradas originalmente en este espacio, entre las que sobresalen los Altares 4 y 5.
La plaza está delimitada al este por la “Acrópolis Stirling”, que se caracteriza por ser una enorme plataforma de tierra con más de 300 m de frente.  En ella se han encontrado canales de piedra para el manejo de agua y fragmentos de esculturas que indican posibles talleres de manufactura, al igual que cuatro pequeños montículos llamados Estructuras B-1, B-2 y B-3.
En el centro de la plaza es encuentra una pequeña plataforma. La disposición de estas estructuras llevó a los investigadores a suponer que las plataformas alrededor de la plaza sirvieron como palcos, donde se representaban dramas rituales para ser vistos por los espectadores que se encontraban en la plaza. Este ritual también puede haber estado relacionados con los "altares", los monumentos y estelas halladas alrededor y dentro de la plaza.

### Complejo C (La gran pirámide)

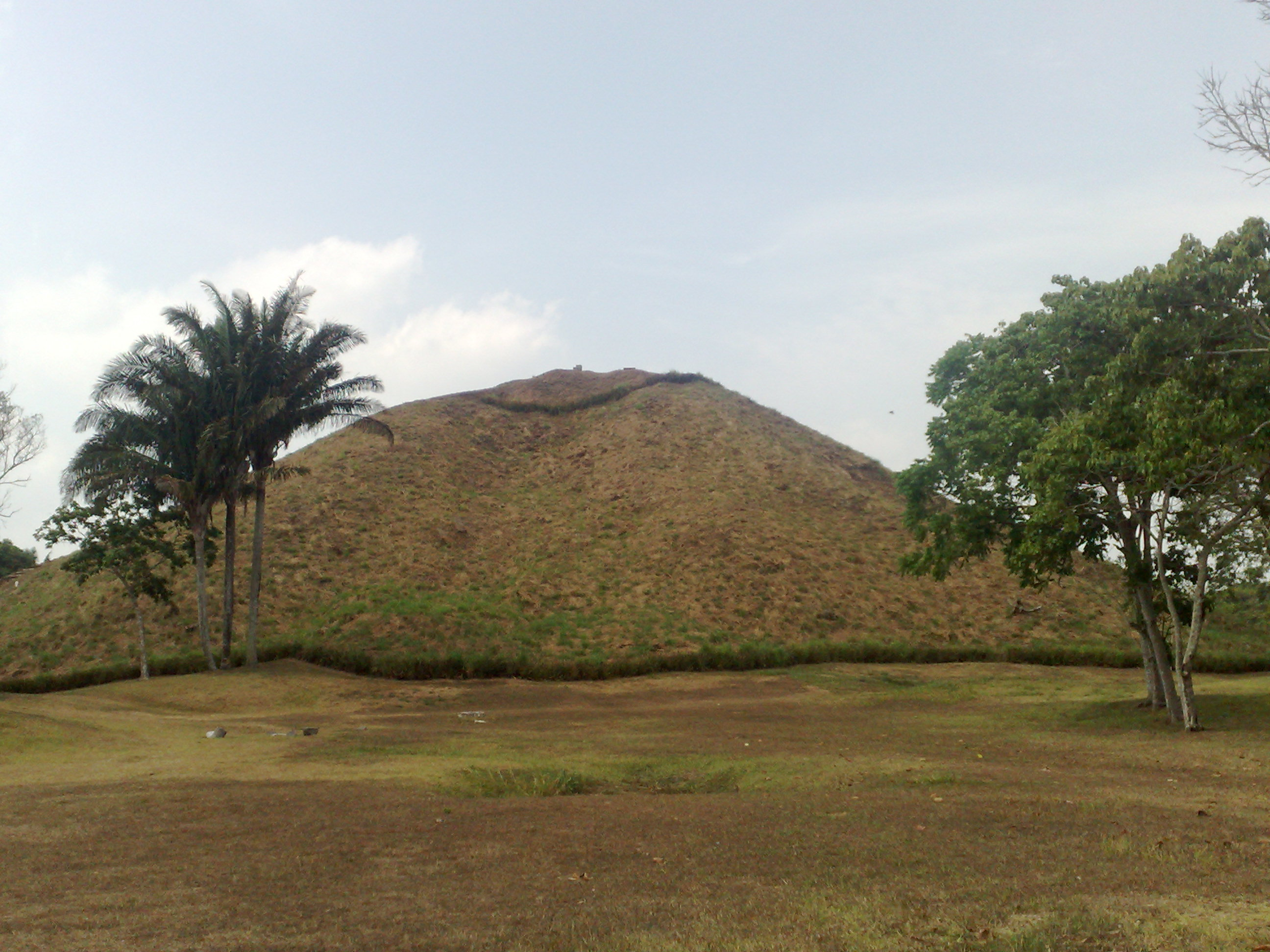
Pirámide principal en La Venta

El Complejo C, llamado también "La Pirámide", es un gran basamento piramidal construido de arcilla de aproximadamente 30 metros de altura y 128 metros de diámetro, y es la pirámide más antigua de Mesoamérica. Se calcula que la cantidad de barro que se empleó en su construcción fue de 100 000 m³. La superficie exterior tiene diez entrantes y diez salientes que le confieren a la estructura la forma de un molde redondeado y de superficie ondulada, única en su tipo.
En la cara sur de la pirámide se encontraron 6 esculturas labradas en bajorrelieve que muestran seres "sobrenaturales", (Monumentos 25/26,27,87,88 y 89) y la Estela 5; todos se exhiben actualmente en el Museo de Sitio.
Excavaciones recientes en el costado sur de la pirámide indican la presencia de lo que puede ser la escalinata central, y las seis esculturas labradas en bajorrelieve encontradas estaban distribuidas equitativamente a ambos lados de la escalera; los Monumentos 25/26 y 27 así como la Estela 5 en el lado este, mientras que los Monumentos 87,88 y 89 en el lado oeste de la escalinata.
Aunque la pirámide propiamente no ha sido excavada a profundidad, en el año 1967 con ayuda de un magnetómetro se detectó una anomalía en la parte más alta de la cara sur de la pirámide. Las especulaciones sobre lo que puede haber originado esa anomalía varían desde arcilla quemada hasta una serie de ofrendas enterradas en una tumba.

### Complejo D
Está conformado por más de 20 plataformas de tierra, alineadas en tres ejes norte-sur. En los costados del Edificio D-8 se pueden observar dos ejemplares de magnífica manufactura pertenecientes al arte olmeca conocidas como “altares”. En el Edificio D-7 se localizaron tres esculturas monumentales de seres sobrenaturales, labradas en piedra arenisca, estas dan la bienvenida al visitante en el acceso principal del Museo de Sitio.

#### Edificio D-7
Este edificio no ha sido excavado en su totalidad, pero presenta características muy particulares que lo distinguen de los demás edificios del sitio. A diferencia de las demás edificaciones del Conjunto D, este edificio no está alineado plenamente a la hilera de plataformas hacia el norte, sino que se encuentra ligeramente hacia el este, como si hubiera sido usado para cerrar un espacio. En la planta presenta una forma en "U" con la pared abierta hacia el norte, y tres de sus costados muestran taludes con una altura de 3.5 m mientras que su costado norte presenta una especie de rampa continua que se une al nivel más alto del edificio. Otro rasgo característico de este edificio, es la leve hondonada que posee en la parte central, como si se tratara de un pequeño patio hundido.
Sobre la superficie de este edificio se encontró un conjunto de tres esculturas, llamadas Monumentos 52, 53 y 54 labradas en piedra arenisca de color café con tonos rojizos; de hecho, el arqueólogo Frans Blom reporta el descubrimiento de una de ellas, y posteriormente las otras dos esculturas fueron reportadas por los investigadores del Instituto Smithsoniano, quienes estudiaron los tres monumentos. Estas tres esculturas fueron de las pocas que no se trasladaron a Villahermosa en 1958, por lo que fue posible que en 1987 se realizaran excavaciones a su alrededor.

### Acrópolis Stirling
Llamada así en honor a su descubridor, el arqueólogo Matthew Stirling, es una gran plataforma de tierra de más de 300 metros de frente, de forma irregular, con una inclinación de poniente a oriente, y que consta de cinco lados. Esta enorme plataforma limita al norte con el Complejo C, al poniente con el Complejo B, y al sur con el Complejo D.
En la parte superior cuenta con otras cuatro estructuras pequeñas. En extremo suroeste de la acrópolis se localizan dos estructuras circulares llamadas Estructuras AS-1 y AS-2, mientras que hacia el centro fueron encontradas las otras dos estructuras de forma rectangular llamadas Estructuras AS-3 y AS-4 colocadas en forma paralela una de la otra y casi juntas, siendo la AS-3 la de mayores dimensiones. En la Acrópolis Stirling se descubrieron 9 monumentos y esculturas.

## Área circundante
Fuera del área de la zona arqueológica se han localizado otras estructuras y plataformas de arcilla que antiguamente formaron parte también de esta ciudad prehispánica. Dichas construcciones son:

### Complejo E
Grupo integrado por tres pequeñas plataformas de tierra localizadas al norte del Complejo A.

### Complejo F
Ubicado al norte de la zona arqueológica y al noroeste de las plataformas del Complejo E, se localiza este grupo de construcciones integrado por cuatro plataformas de arcilla de base rectangular.

### Complejo G
Este grupo se localizó al noreste del Complejo C y está integrado por dos plataformas de planta rectangular, por lo que se considera que hacia el noroeste también hubo más construcciones similares, sin embargo, debido a las alteraciones sufridas en el área, no existen vestigios de las mismas.

### Complejo H
Se localiza al poniente del Complejo D y está integrado por dos grandes plataformas de tierra hoy en día aisladas y circundadas por la mancha urbana de Villa La Venta, y son testimonios de la existencia de otras hileras de edificios hacia el poniente de la zona arqueológica.

### Complejo I
Al noroeste del Complejo A y cruzando una carretera vecinal se localizó una plataforma de arcilla la cual se encuentra actualmente aislada de la zona arqueológica y circundada por la población.

## Alteraciones del sitio
Aunque se cuenta con información arquitectónica de la ciudad prehispánica, esta se encuentra incompleta. Se calcula que la extensión original de la ciudad era de 200 hectáreas, sin embargo solo un poco más de 100 han prevalecido a la destrucción a que estuvo sujeto el sitio a lo largo de los años, principalmente al haberse establecido un área urbana en la periferia de la zona arqueológica, y a la fragilidad de las construcciones, al tratarse de estructuras de arcilla.
Entre los años de 1950 y 1985, el sitio arqueológico sufrió severas modificaciones que destruyeron muchas de los conjuntos arquitectónicos y alteraron el contexto arqueológico de las esculturas, ya que muchas de ellas fueron desenterradas sin supervisión arqueológica, lo que impidió conocer su ubicación exacta.
Dos plataformas que se encontraban entre los Edificios D-1 y B-3 fueron destruidas al construir una escuela, lo que modificó la hilera de edificios que se inicia en el Edificio D-7 en el extremo sur del sitio arqueológico. Por otro lado, hacia el norte del Edificio B-1 y al oeste de la pirámide del Complejo C, se logran distinguir los restos de una estructura cuya forma y dimensiones son difíciles de conocer, por lo que se presume que fue destruida parcialmente.
En la década de 1950 se construyó al poniente del centro ceremonial, pero dentro del área meridional del sitio, un complejo petroquímico, con lo que se destruyó gran parte del asentamiento prehispánico.
En el año 1955 se detectó la construcción de una pista aérea atravesando el área arqueológica a la altura del Complejo A, con lo que seguramente se destruyeron importantes vestigios arqueológicos. Posteriormente, se construyó una carretera junto a la pista aérea, en la misma zona donde habían sido descubiertas unos años antes las cabezas colosales llamadas Monumentos 2,3 y 4.
A raíz de esto, entre 1958 y 1959 el Instituto Nacional de Antropología e Historia realizó un proyecto de salvamento arqueológico reportándose el descubrimiento de dos nuevas esculturas. Como resultado de este proyecto de rescate arqueológico, 35 de los monumentos descubiertos fueron trasladados al Parque Museo La Venta en Villahermosa por el poeta Carlos Pellicer Cámara para salvarlos de la destrucción y el saqueo.
Para 1967 la zona arqueológica estaba parcialmente invadida por la mancha urbana de la ciudad de La Venta.
En un mapa publicado en 1968 por la Universidad de California en Berkeley realizado por Robert Heizer, se señalan dos construcciones de planta circular hacia las esquinas noreste y noroeste del Complejo C, sin embargo, en un levantamiento topográfico realizado en 1984 estos edificios no fueron encontrados. En ese mismo plano de 1968 se incluye la planta arquitectónica del Complejo A, sin embargo Heizer reporta que para ese entonces era casi imperceptible debido a la destrucción que había sufrido.
Es en 1970 cuando el Instituto Nacional de Antropología e Historia realiza la delimitación de la parte principal del sitio arqueológico, denominado "zona nuclear".
En un censo levantado entre 1980 y 1990 se indicó que dentro de la periferia de la zona arqueológica, vivían más de 230 familias, con la consecuente destrucción y alteración de los vestigios arqueológicos de los complejos arquitectónicos que quedaron fuera del perímetro de la "zona nuclear" del sitio.

## Monumentos de La Venta

### Cabezas colosales

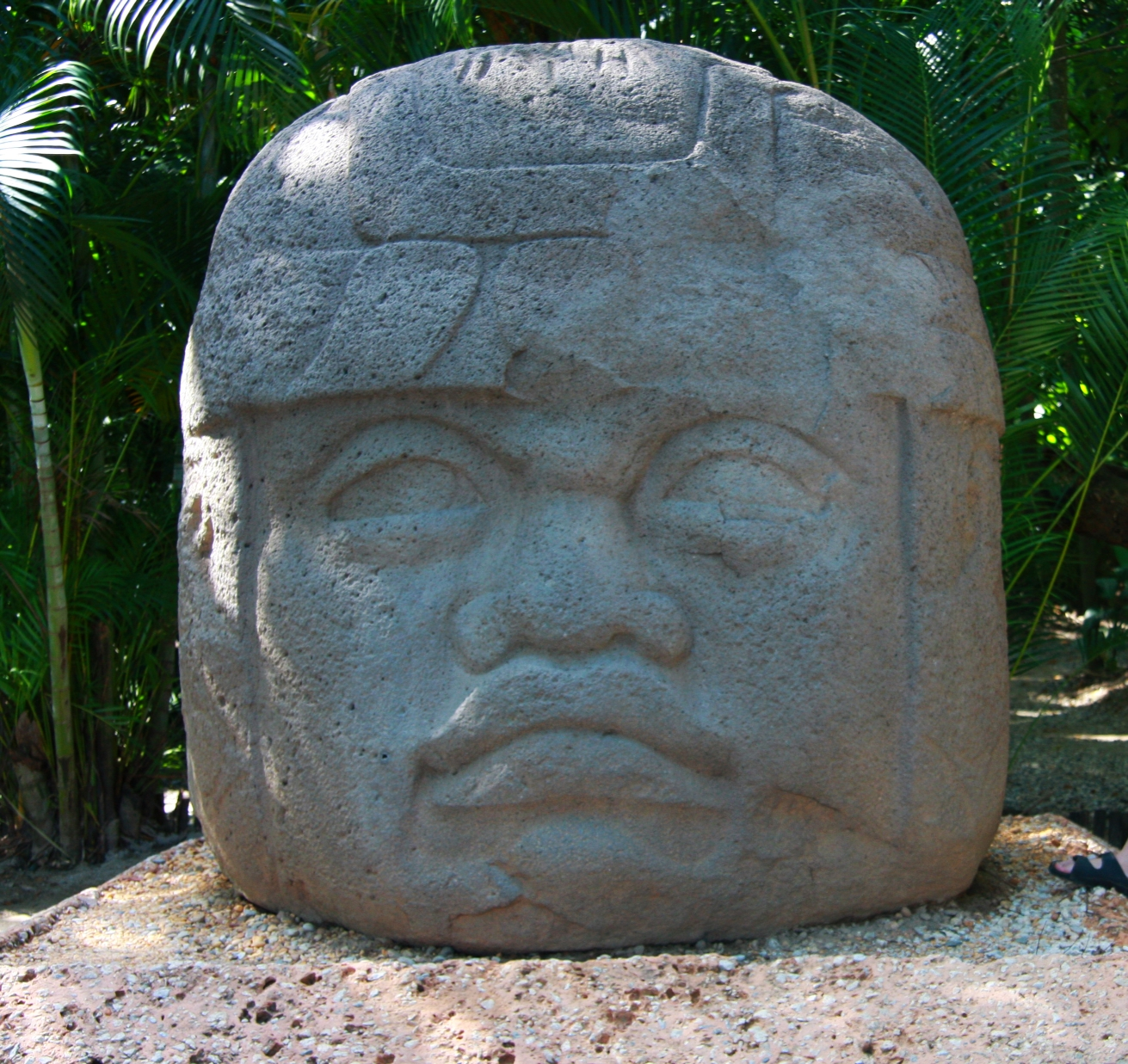
Monumento 1. Actualmente en el Parque Museo La Venta.

El sitio de la Venta incluye diversas plataformas de arcilla coloreadas en rojo, amarillo y púrpura. Asimismo existen gran cantidad de esculturas monumentales de basalto. Quizás las más intrigantes sean las cabezas colosales. Han sido halladas diecisiete cabezas colosales, cuatro de ellas en La Venta (descritas oficialmente como Monumentos 1 a 4).

#### Monumento 1
Esta cabeza colosal llamada Monumento 1 es la cabeza colosal más famosa y conocida de la civilización olmeca, fue la primera en ser descubierta en La Venta en 1926, a unos metros al norte de las otras tres cabezas monumentales llamadas Monumentos 2,3 y 4. Las cuatro se localizaban 200 m al noroeste del Complejo A.
Esta cabeza colosal elaborada en basalto, es la segunda de mayor peso de todas las cabezas colosales olmecas encontradas a la fecha. Tiene una altura de 2.41 m, un ancho de 2.08 m, un grosor de 1.96 m, una circunferencia de 6.40 m, y un peso de 24 toneladas.

#### Monumentos 2, 3 y 4

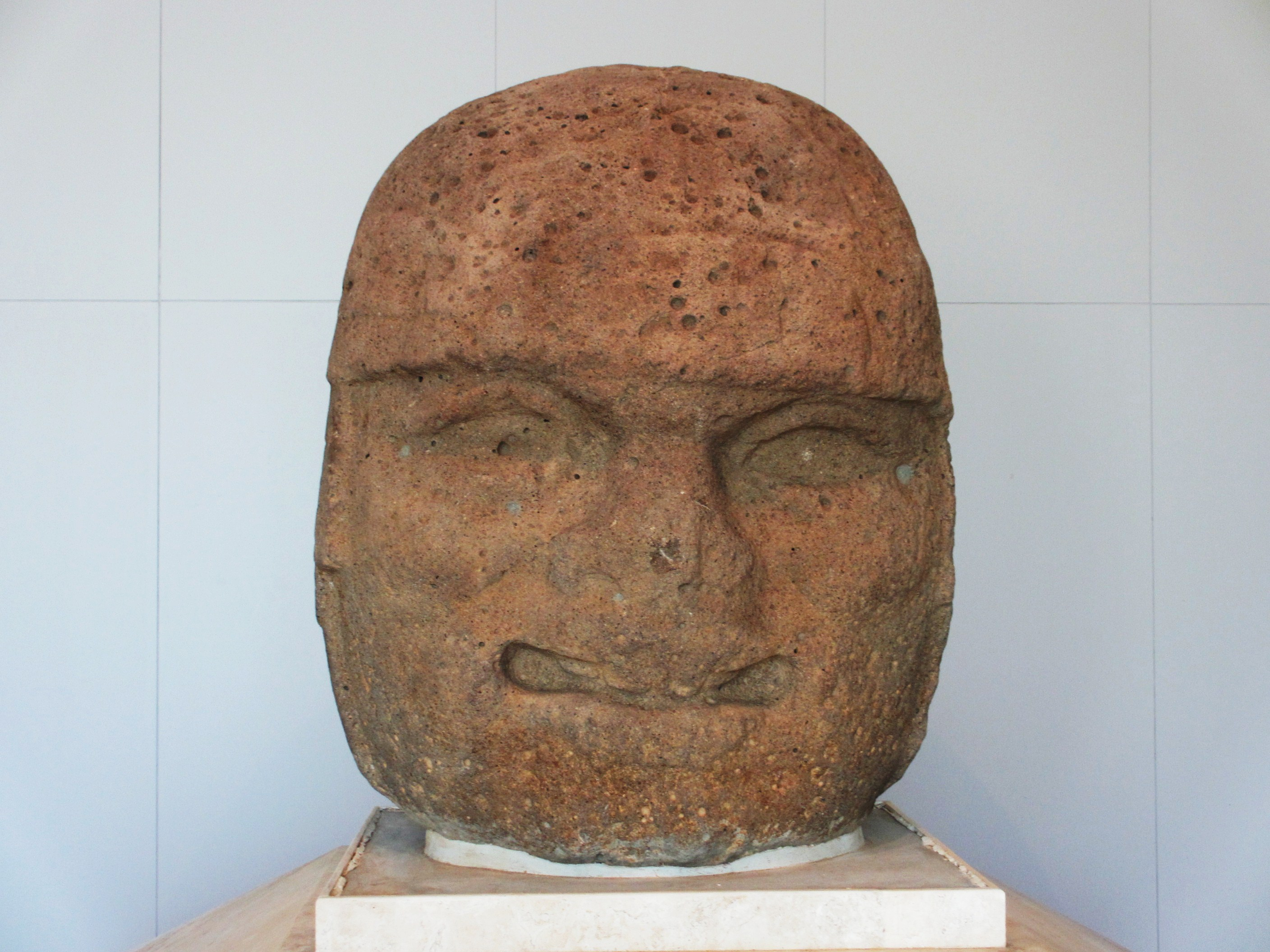
Monumento 2. Actualmente en el Museo Regional de Antropología Carlos Pellicer Cámara.

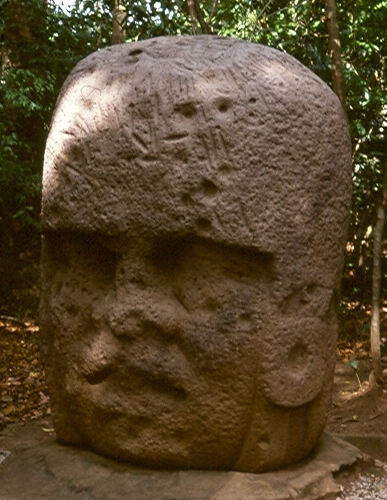
Monumento 3. Actualmente en el Parque Museo La Venta.

Estas tres cabezas colosales, los llamados Monumentos 2,3 y 4, fueron encontrados en una fila irregular, a 200 m al noroeste del Complejo A, y se cree que marcaban la entrada norte de la ciudad. No se sabe si estas tres cabezas estaban asociadas a un edificio, ya que el área donde fueron encontradas fue muy alterada con la construcción de la pista aérea y una carretera. Al igual que la cabeza colosal llamada Monumento 1, estas tres también fueron elaboradas en basalto.
Aunque las tres esculturas representan cabezas humanas, no son iguales, ya que presentan diferencias en tamaño, rasgos faciales e indumentaria. Las tres cabezas portan "cascos", sin embargo solo en los Monumentos 2 y 4 es posible leer las insignias. La más identificable es la del Monumento 4 que al parecer es una garra con tres dedos. Las tres cabezas portan orejeras de diferente forma y tamaño. Aunque las tres cabezas fueron esculpidas en basalto, al parecer solo el Monumento 4 parece haber tenido un recubrimiento. Uno de los rasgos más característicos de estas tres esculturas es que los labios están entreabiertos, pudiendo observarse los dientes frontales, como si hubieran sido esculpidos en el momento que hablaban, captando la actitud natural del momento.
El llamado Monumento 2, conocido popularmente como "carita sonriente" debido a su expresión risueña, es la de menores dimensiones, al tener 1.63 m de alto, 1.35 m de ancho, un grosor de 0.98, una circunferencia de 4.20 m y un peso de 11.8 toneladas. Esta cabeza es la que presenta el más avanzado grado de erosión, por lo que fue necesario trasladarla al Museo Regional de Antropología Carlos Pellicer Cámara para que no estuviera a la intemperie.
El Monumento 3 a pesar de estar elaborada en basalto, también presenta cierto daño por la erosión. Tiene una altura de 1.10 m, un ancho de 1.60 m, un grosor de 1 m, una circunferencia de 4.05 m y un peso de 12.8 toneladas.
La cabeza colosal llamada Monumento 4, es la que presenta la mayor circunferencia de las 17 cabezas olmecas encontradas actualmente. Cuenta con una altura de 2.26 m, un ancho de 1.98 m, un grosor de 1.86, una circunferencia de 6.53 m, y un peso de 19.40 toneladas.
Se piensa que las cabezas fueron talladas en el 700 a. C., pero posiblemente daten de 850 a. C., mientras que las cabezas de San Lorenzo datan de un periodo anterior. Las cabezas colosales pesan varias toneladas. Su tamaño causa especulación acerca de como los olmecas las movieron. La mina principal del basalto se encuentra en el cerro Cintepec en las montañas de Los Tuxtlas, Veracruz, a 80 km del lugar.
Cada una de estas cabezas posee un sombrero (parecidos a los cascos de fútbol americano de 1920). Estos cascos probablemente servían de protección en la guerra o en el juego ceremonial de pelota.
Características tales como el grueso de los labios han originado muchas especulaciones acerca de su semejanza con tribus africanas. Algunos insisten que los olmecas eran africanos. Otros dicen que es posible que sea una libertad permitida en esculturas y no el aspecto real de los olmecas. Otros observan que además de amplios labios y amplias narices, las cabezas tienen ojos asiáticos.
El artista e historiador Miguel Covarrubias publicó un libro de ilustraciones olmecas y de caras de indígenas mexicanos modernos con características faciales muy similares.

#### Monumentos 52, 53 y 54
Este trío de esculturas fueron elaboradas en piedra arenisca color café con tonos rojizos y en ellas se representan figuras humanas en "cuclillas". En ellas, a diferencia de las cabezas colosales en las que se le da casi la misma proporción al casco y a la cabeza, se le da mayor espacio al casco y se hace un poco menos énfasis en la cabeza, mientras que el cuerpo ocupa una pequeña parte de la escultura. De hecho, debajo del rostro, se aprecian las rodillas flexionadas, los brazos también están flexionados, y se aprecia el volumen de los codos un poco arriba de las rodillas. El antebrazo está en posición vertical y se extiende hacia el casco como si lo estuviera deteniendo con el puño cerrado.
El Monumento 52 es el de menores dimensiones de estos tres, ya que cuenta con una altura de 2.60 m, un ancho de 1.80 m, un espesor de 1.30 m, y un peso de 14 toneladas.
La escultura llamada Monumento 53 es la de mayor peso encontrada en La Venta, teniendo 3.80 m de alto, 2.03 m de ancho, 1.70 m de espesor y pesar 37.5 toneladas.
Mientras que el Monumento 54 tiene 3.10 m de altura, 1.90 m de ancho, 1.30 m de grosor, y un peso de 17 toneldas.
Estas esculturas se encontraron juntas sobre la superficie del Edificio D-7. El Monumento 53 fue encontrado en la esquina sureste, el Monumento 52 en la esquina suroeste, y el Monumento 54 en la esquina noroeste.    Los monumentos 53 y 54 se encontraron en posición horizontal con la cara hacia abajo, mientras que el 52 estaba casi sobre su costado. De acuerdo a la posición en que fueron encontrados, es muy probable que la cara del Monumento 53 estuviera mirando hacia el sureste, la del Monumento 52 daría hacia el suroeste, y la del Monumento 54 hacia el norte; de esta forma, el Monumento 52 que es el de menores dimensiones, estaría ubicado en medio de las de mayores dimensiones.
A diferencia de los Monumentos 1, 2, 3 y 4 que fueron hechos en basalto, los Monumentos 52, 53 y 54 fueron realizados en piedra arenisca, por lo que se encuentran más erosionados, de tal forma que apenas se logran apreciar algunos trazos de las insignias identificadoras, las oquedades de los ojos y el volumen protuberante de la nariz.
Es poco lo que se sabe de estos dos tríos de esculturas, pero parece evidente que una de las funciones que tenían era la de marcar los puntos austral y septentrional del área de arquitectura monumental del sitio, señalando los puntos principales de acceso de la ciudad. Pudiendo representar a individuos de alta jerarquía o linaje.

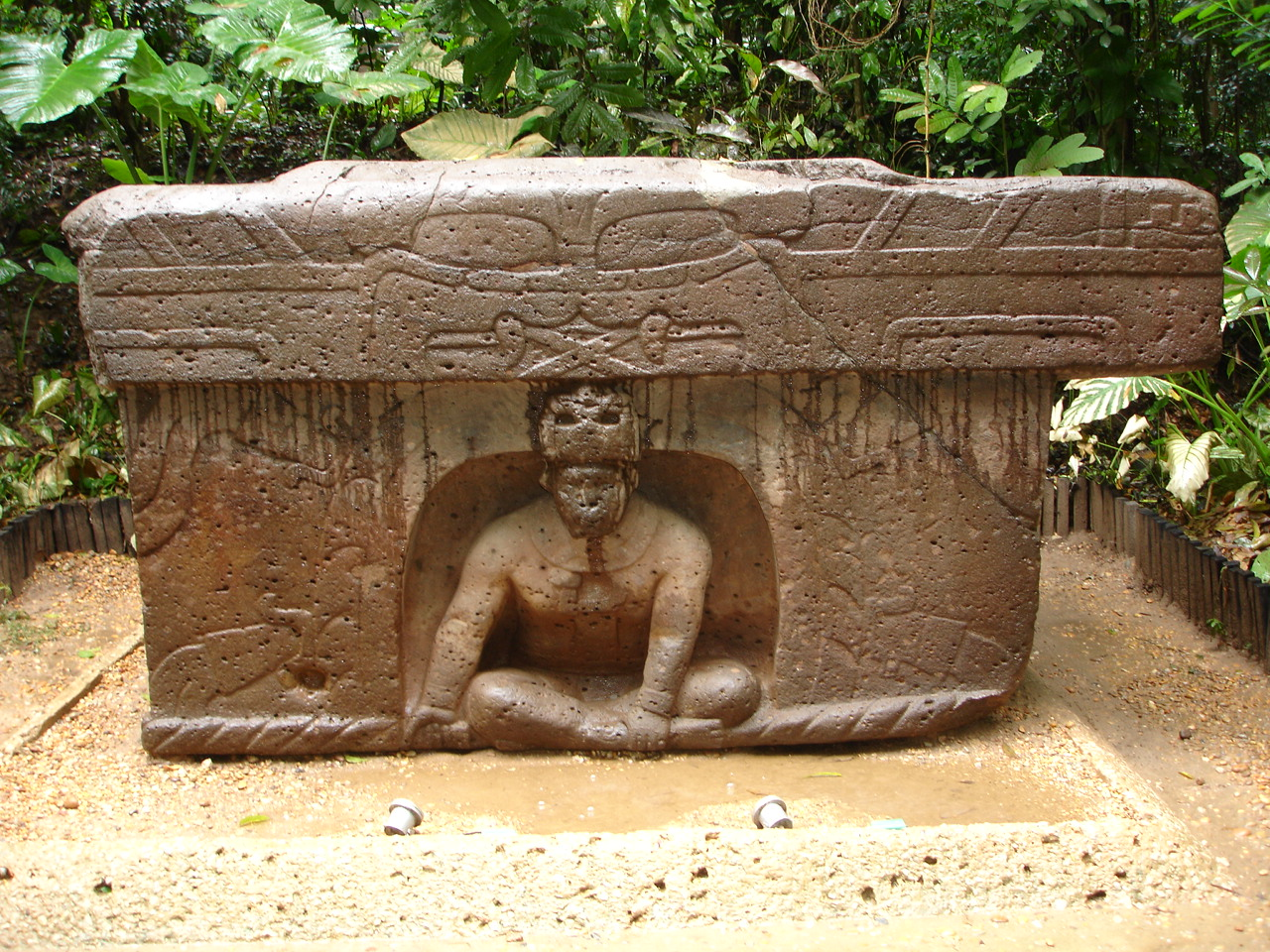
Altar 4. Actualmente en el Parque Museo La Venta.

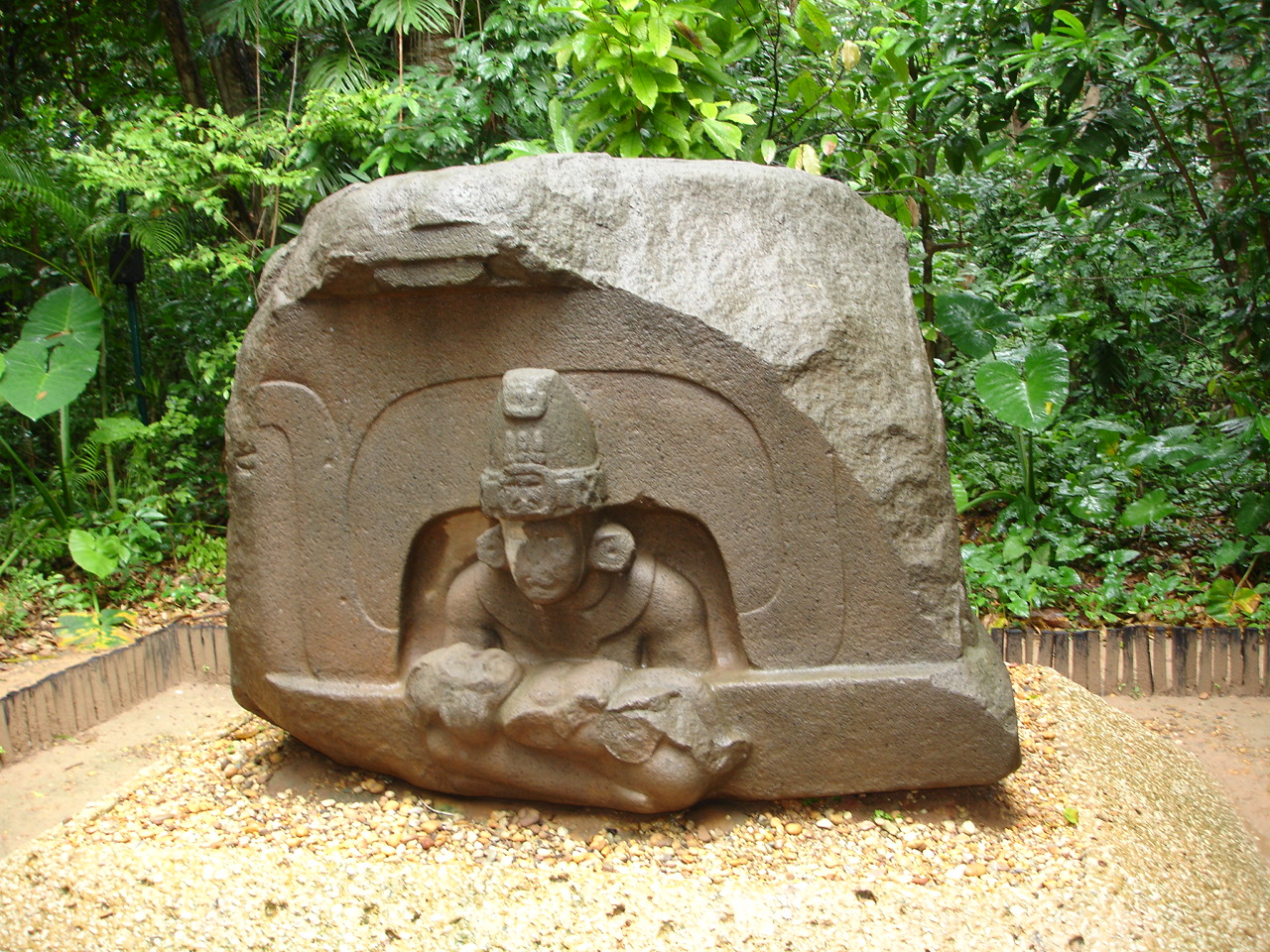
Altar 5. Actualmente en el Parque Museo La Venta.

### Los Altares
En La Venta se han encontrado ocho altares de basalto, siendo los más conocidos los Altares 4 y 5. Estos altares, con alrededor de 2 metros de altura y 4 metros de ancho, representan ambos una figura primorosamente vestida y tallada en el centro. El consenso actual es que estos "altares" son en realidad tronos en donde los dirigentes olmecas se sentaban durante las ceremonias o rituales importantes. Ambos fueron encontrados uno frente al otro en el Complejo B.

#### Altar 4
Se trata del altar de mayores dimensiones y el más conocido de La Venta. El Altar 4 tiene una altura de 1.94 m, un ancho de 3.18 m, un grosor de 1.69 m, y un peso de 30.57 toneladas. Representa una figura, probablemente un chamán vestido con indumentaria muy elaborada y sentando dentro de lo que parece una cueva. La figura se encuentra aferrada a una cuerda que envuelve la parte derecha del altar donde se encuentra la figura. El lado izquierdo está erosionado pero se piensa era similar al derecho.

#### Altar 5
El Altar 5 se encontró frente al Altar 4 y es parecido en apariencia y tamaño, cuenta con un alto de 1.58 m, un ancho de 2.08 m, un grosor de 1.86 m y un peso de 16.87 toneladas. En este altar la figura central sostiene en su mano un bebé inerte conocido como hombre-jaguar. El lado izquierdo del Altar 5 tiene cinco bajorrelieves de los míticos hombres-jaguar.

#### Altares 2 y 3
Estos altares fueron descubiertos en 1926, sobre la plataforma de la gran pirámide al sur del Complejo C. Aunque ambos altares fueron encontrados acostados sobre su dorso, sus caras darían al norte, y se encontraban alineados en un eje este-oeste, con el Altar 2 hacia el este, y el Altar 3 en el oeste. A pesar de estar elaborados en basalto, los dos altares presentan un alto grado de erosión.
El Altar 2 es el de menores dimensiones, tiene una altura de 1.25 m, un ancho de 1.46 m, un grosor de 1.18 y un peso de 4.98 toneladas. La figura principal de este altar está labrada en altorrelieve, y se trata de una figura humana en posición sedente con las piernas entrecruzadas y emergiendo de un nicho, y en los brazos flexionados sostiene una figura infantil en posición horizontal.
El Altar 3  es de mayores dimensiones y peso que el Altar 2, cuenta con una altura de 1.64 m, un ancho de 1.66 m, un grosor de 1.76 m, y tiene un peso de 12.42 toneladas. Está elaborado en basalto, y tiene al centro labrada en altorrelieve una figura humana sedente, con las piernas flexionadas una hacia el frente y la otra hacia atrás emergiendo de un nicho. En el lado izquierdo del altar, se observa en bajorrelieve otra figura humana de pie, mientras que en el costado derecho se observan dos figuras humanas también en bajorrelieve en posición sedente en actitud de diálogo.
Las mayores dimensiones y peso del Altar 3 en comparación con el Altar 2 podrían simbolizar, como en otros casos, una mayor importancia de algún acontecimiento.
Se estima que estos "altares" eran tronos que los olmecas utilizaban en ceremonias o rituales muy importantes. Esto induce a interpretar la figura como un contacto con sus antepasados o recibiendo ayuda de estos.

### Los "Mosaicos del dios jaguar"

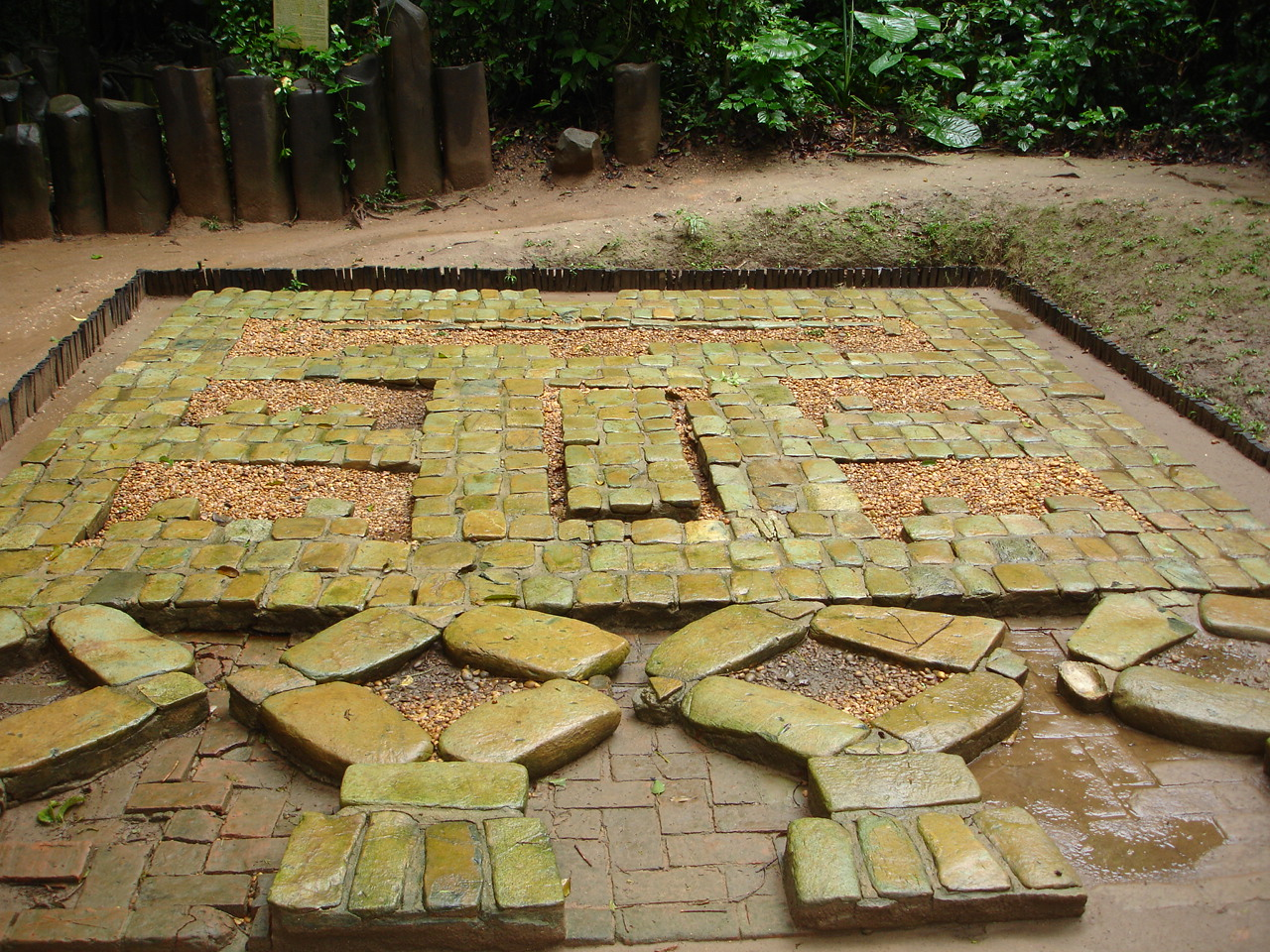
Mosaico del dios jaguar que se encontraba enterrado. Actualmente se localiza en el Museo de Antropología Carlos Pellicer Cámara en Villahermosa.

Los olmecas de La Venta, tallaron grandes cantidades de piedra serpentina en forma de mosaicos.
Se ha especulado que se trata de un dios "Jaguar", esta concepción deriva de las afirmaciones de Kunz y de Saville, así como de las obras del ilustrador Miguel Covarrubias en su libro "Arte indígena de México y Centroamérica", publicado en 1961. La misma idea aparece en "El Pueblo del Sol " de Alfonso Caso.
Rubén Bonifaz Nuño, fundador del Seminario de Estudios Para la Descolonización de México, considera errónea la interpretación tradicional y la explica a partir de los mitos posteriores, como la imagen del Tláloc Originario; dos serpientes enfrentadas sobre un rostro de características antropomórficas, la más antigua concepción mesoamericana de la creación.
Según su interpretación los colgantes que aparecen en la Ofrenda Masiva 3 de La Venta reproducen las escamas abdominales de las serpientes de cascabel. Al ser Tláloc el dios del agua y de la tierra, con la intención de rendirle una ofrenda, los escultores olmecas prepararon una superficie plana a cuatro metros de profundidad, colocaron en ella, sobre una superficie de serpentina burda, un conjunto de más de quinientos mosaicos de serpentina fina y bellamente tallada que representan el rostro de Tláloc, cubriéndola finalmente con arcilla y arenas de distintos colores. Se han encontrado hasta el momento tres grandes mascarones hechos con cientos de mosaicos.

## Museo de Sitio
Dentro de la zona arqueológica se cuenta con un museo de sitio. Este museo es el único en la costa del golfo de México que presenta una visión global sobre la civilización olmeca, y exhibe maquetas, fotografías y más de 200 objetos descubiertos durante los trabajos de exploración en La Venta, que explican, en parte, la organización e ideología de los olmecas, al igual que su vida cotidiana en esta ciudad prehispánica. El museo cuenta con seis salas, un vestíbulo y un área de juegos lúdicos. Su horario de atención al público es el mismo que el de la zona arqueológica.

### Galería de imágenes
|         |
| Altar 8 |

|                                                |
| Figurilla zoomorfa olmeca, probable incensario |

|                                  |
| Figurillas olmecas antropomorfas |

|                                                             |
| Colección de hachas de piedra y otros instrumentos de corte |

|                               |
| Colección de hachas de piedra |

|                                                 |
| Colección de metates e instrumentos de molienda |

|                                                   |
| Explicación de la manufactura de hachas de piedra |

|                 |
| Monumento 25-26 |

|              |
| Monumento 80 |

|              |
| Monumento 88 |

|               |
| Monumento 89. |

|                                                    |
| Reconstrucción de planta de casa-habitación olmeca |

|          |
| Estela 5 |

## Ubicación y como llegar
La zona arqueológica de La Venta está ubicada a 128 kilómetros de Villahermosa, Tabasco, y a 49 kilómetros de Coatzacoalcos, Veracruz. Sobre la autopista de 4 carriles "Circuito del golfo" número 180, a la altura del kilómetro 124, entre Villahermosa y Coatzacoalcos, se encuentra la desviación a Villa La Venta. A 4.5 kilómetros de esta se encuentra la zona arqueológica. También se puede llegar en autobús, ya que la villa está conectada con las ciudades de Villahermosa, Heroica Cárdenas y Coatzacoalcos.
| Imágenes de la zona arqueológica de La Venta |                            |                 |                         |                                  |
|                                              |                            |                 |                         |                                  |
| Pirámide, cara poniente.                     | Escalinata de la pirámide. | Museo de sitio. | Escultura "la abuelita" | Maqueta de la zona arqueológica. |